# Conservatisme
Cet article concerne la philosophie politique. Pour les autres significations, voir Conservatisme (homonymie).
Le conservatisme est une philosophie politique qui est en faveur des valeurs traditionnelles et affirme le primat des structures sociales et de la culture sur la raison humaine. Le conservatisme prône la préservation d'une situation ou le retour à une situation passée dans les domaines social, politique, moral, culturel, religieux. En ce sens, il s'oppose au progressisme. Pour les conservateurs, l'ordre social précède et conditionne la destinée des individus, qui doivent donc l'accepter. Ils tendent à situer l'ordre social hors d'atteinte des pouvoirs de transformation humains, par exemple en l'ancrant dans la religion. À l'inverse, les Lumières ont fait appel à la nature et au droit naturel universel contre la culture.
Pour Michael Freeden, le conservatisme croit seulement en un changement limité de ce qui est naturel ou organique. Pour les conservateurs, l'ordre social est indépendant de la volonté humaine. Ainsi, le conservatisme s'oppose fortement au libéralisme à partir de ce qu'est ou doit être le droit ; les droits sont acquis et protégés par les institutions établies, et donc, ne sont pas innés ou attachés à l'individu,.
La critique conservatrice s'applique en général au progressisme : l'État n'a pas de finalité éthique et ne peut améliorer la société ou les individus. Le conservatisme se divise, dans la réaction contre les Lumières (libéralisme, socialisme…), entre les aristotéliciens (et thomistes) et les pessimistes héritiers de l'augustinisme,,. C'est une critique de l'humanisme, maintenant au sein de l'ordre politique, l'idée de hiérarchie et de l'hétéronomie ; le pessimisme moral suppose juste, sans toutefois souscrire au jusnaturalisme, de souligner les dangers ou l'impossibilité de la liberté humaine, de l'autonomie et de l'émancipation,,.
Le terme vient de « conserver », du latin conservare « maintenir, observer (une loi, une coutume) », composé de servare « préserver, garder ». Bien que ce ne soit pas une idéologie en soi, le conservatisme est une philosophie politique dont les idées sont en grande partie liées à leur contexte d'existence. Il est défini en partie par l'accent mis sur la tradition comme source de sagesse, bien au-delà de ce qui peut être démontré ou explicitement établi. Il se fonde sur la conservation d'un ordre préétabli, selon les conventions, chacun à sa place.
Le conservatisme ne doit pas être confondu avec la réaction (d'où le terme « réactionnaire ») ou avec l'immobilisme.
En général classé à la droite du spectre politique, il existe également une gauche conservatrice qui allie des idées sociales sur le plan économique et le conservatisme sociétal.

## Histoire
La définition du conservatisme a souvent été l'objet d'un débat, marqué par l'association de nombreux (et souvent antinomiques) partis politiques et idéologies. Le chercheur R. J. White déclare ainsi :

« Mettre le conservatisme en bouteille et l'étiqueter est comme essayer de liquéfier l'atmosphère… La difficulté vient de la nature de la chose. Le conservatisme est moins une doctrine politique qu'une habitude de l'esprit, une manière de ressentir, un mode de vie. »

La pensée politique contient de nombreux traits que l'on pourrait qualifier rétrospectivement de conservateurs. Beaucoup suggèrent une naissance plus précoce d'une disposition conservatrice, dans les suites de la Réforme, spécialement dans les œuvres du théologien anglican Richard Hooker promouvant la modération dans l'équilibre politique des intérêts vers les buts d'harmonie sociale et de bien commun. Mais, ce n'est qu'au siècle des Lumières, en particulier face aux évènements entourant la Révolution française de 1789, que le conservatisme commença à se révéler comme une attitude distincte ou une manière de penser et ce n'est qu'à partir de la polémique d'Edmund Burke — Réflexions sur la Révolution de France — que le conservatisme gagna une réelle influence.

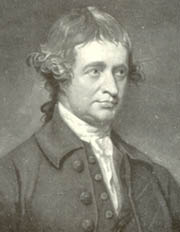
Edmund Burke (1729-1797).

L'homme d'État anglo-irlandais Edmund Burke, qui combattit la Révolution française, sympathise d'abord avec certaines revendications de la Révolution américaine. Cette tradition conservatrice insiste souvent sur le fait que le conservatisme n'a pas d'idéologie. Burke développe ses idées en réaction à l'idée « des Lumières » d'une société guidée par une raison abstraite. Même s'il n'a pas utilisé le terme, il anticipa la critique du modernisme, qui fut pour la première fois utilisée à la fin du XIXe siècle par le religieux conservateur néerlandais Abraham Kuyper. Burke était en conflit avec les Lumières, et plaidait à la place pour les valeurs de la tradition.
Pour Burke, la mise en place d'un gouvernement ne peut s'appuyer sur des abstractions comme la « Raison », mais sur le développement historique de l'État et des autres institutions importantes de la société comme la famille ou l'Église.

« We are afraid to put men to live and trade each on his own private stock of reason, because we suspect that this stock in each man is small, and that the individuals would do better to avail themselves of the general bank and capital of nations and ages. Many of our men of speculation, instead of exploding general prejudices, employ their sagacity to discover the latent wisdom which prevails in them. If they find what they seek, and they seldom fail, they think it more wise to continue the prejudice, with the reason involved, than to cast away the coat of prejudice, and to leave nothing but naked reason; because prejudice, with its reason, has a motive to give action to that reason, and an affection which will give it permanence. »

Burke argumentait que la tradition est une base plus solide que les choses purement abstraites (comme la « Raison »). La tradition se forme avec la sagesse de plusieurs générations et les aléas du temps, alors que la « Raison » peut n'être que le masque des préférences d'un seul homme, et qu'elle représente au mieux la sagesse non testée d'une génération. Toute valeur ou institution existante qui est passée au travers de l'influence correctrice des expériences passées doit être respectée.
Cependant, les conservateurs ne rejettent pas le changement ; comme Burke l'a écrit, « Un État qui n'a pas les moyens d'effectuer des changements n'a pas les moyens de se maintenir ». Cependant, ils insistent pour que le changement soit organique, plutôt que révolutionnaire : une tentative de modifier la toile complexe des interactions humaines qui forme la société humaine, dans le but de mettre en pratique une doctrine ou une théorie, court le risque de se voir passer sous la dure loi de l'effet pervers. Burke recommanda la vigilance contre la possibilité d'aléas moraux. Pour les conservateurs, la société est quelque chose d'enraciné et d'organique : tenter de l'enlever ou de la modifier pour les plans d'un quelconque idéologue, c'est s'attirer de grands désastres non prédits.
Les conservateurs défendent aussi le droit à la propriété. Carl B. Cone, dans Burke and the Nature of Politics, souligna que ce point de vue, exprimé comme une philosophie, servait également les intérêts des gens impliqués :

« As Burke had declared… this law… encroached upon property rights… . To the eighteenth century Whig, nothing was more sacred than the rights of property, … the protest could not be entirely frank, and it masked personal interests behind lofty principles. These principles were not hypocritically pronounced, but they did not reveal the financial interests of Rockingham, Burke, and other persons who opposed the East India legislation as members of parliament, as holders of East India stock… »

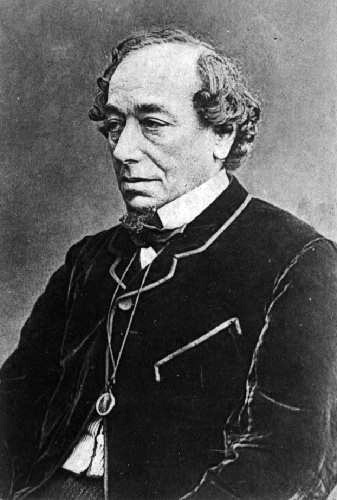
Benjamin Disraeli (1804-1881).

À la fin de la période napoléonienne, le congrès de Vienne marqua le début d'une réaction conservatrice en Europe pour contenir les forces libérales et nationalistes relâchées par la Révolution française. Les historiens Will et Ariel Durant décrivent la philosophie conservatrice de cette époque comme « défendre la nécessité de la religion, la sagesse de la tradition, l'autorité de la famille, les avantages d'une monarchie légitime, et le besoin constant de maintenir les digues politiques, morales et économiques contre la mer toujours houleuse de l'ignorance populaire, de la cupidité, de la violence, du barbarisme et de la fertilité ». Le vicomte Louis de Bonald détermina les principes du conservatisme français dans la Théorie du pouvoir politique et religieux en 1796 : « monarchie absolue, aristocratie héréditaire, autorité patriarcale dans la famille, et la souveraineté morale et religieuse des papes sur tous les rois de la Chrétienté ». Avec Louis de Bonald, Joseph de Maistre fut le porte-parole le plus influent du conservatisme contre-révolutionnaire, avec une emphase sur la monarchie comme sauvegarde de l'ordre dans la société ; le mouvement légitimiste est l'incarnation politique de cette pensée conservatrice de l'époque.
En 1818, Chateaubriand participe à la fondation du journal Le Conservateur. Il écrit dans son journal : « Plus on défendra les principes de la vraie liberté, plus on réclamera pour les citoyens la garantie et l'égalité des droits, et plus on devra s'élever contre tout ce qui passe les limites posées par l'expérience, marquées par la Sagesse. Et croit-on que les démagogues qui crient à la liberté lui élèvent un autel dans leur cœur ? Ils ne l'ont jamais aimée ; ils ne l'ont jamais servie. Ce qu'ils désirent, c'est l'abaissement de tout ce qui est au-dessus d'eux. Ils accepteraient demain le despotisme, pourvu que ce fût avec l'égalité de 93. Leur amour de la liberté, c'est de la haine et de l'envie ».
Benjamin Disraeli, lui-même un membre du Parti conservateur en Angleterre, écrivit en 1845 qu'« un gouvernement conservateur est une hypocrisie organisée ». Il fit ce commentaire lorsque le Parti conservateur se fut divisé en deux groupes, selon que ses membres avaient ou non profité personnellement de l'abolition des Corn Laws.

## Aspects du conservatisme
Comme toute philosophie politique, le conservatisme s'intéresse non seulement au fonctionnement des institutions politiques mais également à tous les autres aspects de la vie humaine.

### Philosophie
Le conservatisme se développe, sous l'influence du pessimisme, en réaction aux idées des Lumières. Tout d'abord, il y a, au sein du conservatisme, un rejet du contrat social ; ce dernier signifie alors que l'ordre social repose sur le consentement des individus à faire société. L'association politique est, pour les Lumières, possible grâce au triomphe de la raison sur l'arbitraire et la prédominance du droit. Pour le conservateur, la civilisation n'est pas au service d'un progrès perçu comme illusoire ; elle garantit juste la paix civile. Le conservatisme repose ainsi sur le réalisme politique et moral. Le conservateur combat alors le matérialisme (marxisme, utilitarisme, relativisme moral, national socialisme, postmodernité…) - rejoignant en cela les libéraux - et l'humanisme (intellectualisme moral, droits de l'Homme, etc.) sur le plan métaphysique et politique.

### Politique
Le conservatisme entend mettre en garde contre les utopies sociales et les conséquences perçues comme potentiellement néfastes du progressisme, en insistant sur le mauvais fond de la nature humaine qu'aucune structure sociale ne peut abolir ou réformer ; c'est notamment ce qu'enseignent les augustiniens et les moralistes du Grand Siècle,. En effet, pour les Lumières, l'autonomie est le principe du Bien ; c'est justement cette idée que les conservateurs combattent. Il s'agit d'insister sur l'usage de la force et de l'autorité afin de préserver les institutions sociales, car les conservateurs mettent l'accent sur les passions humaines destructrices et antagonistes pouvant menacer l'ordre politique ; contrairement aux Lumières, ils refusent d'accorder du crédit à l'éducation, au droit et au progrès. De grandes figures, réputées pour leur forte adhésion au conservatisme, se sont reconnues dans le pessimisme augustinien du XVIIe siècle, et celui développé au XIXe siècle par les romantiques allemands.

### Culture
Le conservatisme culturel est une philosophie qui encourage la préservation de l'héritage d'une nation ou d'une culture. La culture en question peut être aussi large que les civilisations occidentale ou chinoise ou être restreinte comme celle du Tibet. Les conservateurs culturels essayent d'adapter des normes transmises par le passé. Les normes peuvent être romantiques, comme les mouvements contre le système métrique qui demandent la sauvegarde du système de poids et de mesures au Royaume-Uni ou au Canada. Elles peuvent être institutionnelles : en Occident, cela inclut aussi bien la chevalerie et le féodalisme que le capitalisme, la laïcité et l'État de droit.
Selon une branche du conservatisme culturel appelée conservatisme sociétal, les normes peuvent être également morales. Par exemple dans certaines cultures, des pratiques telles que l'homosexualité sont jugées mauvaises. Dans d'autres cultures, les femmes qui montrent leur visage ou leurs membres en public sont considérées comme immorales, et les conservateurs dans ces cultures soutiennent souvent des lois interdisant de telles pratiques. D'autres conservateurs tiennent une approche plus positive, en soutenant des lois du bon samaritain — des lois requérant de la charité — si leur culture considère ces actes comme moraux.
Les conservateurs culturels arguent souvent que les vieilles institutions se sont adaptées à des lieux ou des cultures particuliers et qu'il faudrait donc les laisser perdurer. Selon qu'ils soient plus ou moins universalisants (ou sceptiques), les conservateurs culturels peuvent accepter ou non des cultures qui diffèrent de la leur. De nombreux conservateurs croient en une moralité universelle, mais d'autres admettent que des codes moraux peuvent différer d'une nation à une autre, et qu'ils ne devraient essayer de supporter leurs codes moraux que dans leur propre culture. C'est ainsi qu'un conservateur culturel peut douter que les idéaux français à vocation universaliste soient appropriés en Allemagne.

### Religion
Les conservateurs religieux cherchent à préserver les enseignements de certaines religions particulières, quelquefois en proclamant la valeur de ces enseignements, d'autres fois en cherchant à donner force de loi à ces enseignements. Dans d'autres lieux ou à d'autres époques, le conservatisme religieux peut se trouver lui-même en désaccord avec la culture dans laquelle se trouvent les croyants. Dans certaines cultures, il y a des conflits entre deux ou plusieurs groupes de conservateurs religieux, chacun déclarant que leur vue est correcte et que celles de leurs opposants sont fausses.
Des gouvernements conservateurs influencés par des conservateurs religieux peuvent promouvoir par de larges campagnes le retour à des valeurs traditionnelles. Un exemple moderne est la campagne « Back to Basics » du Premier ministre britannique John Major. Dans l'Union Européenne, une campagne conservatrice tenta de spécifier certaines valeurs du conservatisme dans la Constitution européenne avortée, notamment l'appel du pape Jean-Paul II à y inclure une référence à Dieu et au christianisme mais cet appel fut rejeté par Jacques Chirac.

### Économie
Le conservatisme n'a pas un modèle économique qui le définit. Cependant le libéral-conservatisme est souvent désigné comme un des principaux systèmes économiques du conservatisme même si d'autres politiques économiques conservatrices existent, comme le nationalisme économique.

### Impôt
Le conservatisme fiscal est une philosophie économique de prudence dans les dépenses gouvernementales et la dette publique. Edmund Burke, dans ses Réflexions sur la Révolution de France, articula ses principes :

« …[I]t is to the property of the citizen, and not to the demands of the creditor of the state, that the first and original faith of civil society is pledged. The claim of the citizen is prior in time, paramount in title, superior in equity. The fortunes of individuals, whether possessed by acquisition or by descent or in virtue of a participation in the goods of some community, were no part of the creditor's security, expressed or implied…[T]he public, whether represented by a monarch or by a senate, can pledge nothing but the public estate; and it can have no public estate except in what it derives from a just and proportioned imposition upon the citizens at large. »

En d'autres termes, un gouvernement n'a pas le droit de s'endetter de manière importante pour ensuite en jeter le fardeau sur le dos du contribuable ; le droit du contribuable de ne pas être surtaxé de manière oppressive est plus important que de rembourser les emprunts qu'un gouvernement a pu contracter imprudemment.

### Environnement et nature
La philosophie politique conservatrice peut promouvoir la conservation de l'environnement mais elle le fait à sa manière, à savoir comme préservation d'un ordre extérieur et qu'il ne nous est pas donné de changer. Cet ordre extérieur changeant avec les différents courants conservateurs à différentes époques, il convient de bien identifier le contenu du conservatisme avant de conclure. On trouve par exemple la phrase suivante chez Russell Kirk dans The Conservative Mind :

« Le spectacle contemporain que donnent à voir les forêts éteintes et les terres érodées, le pétrole gaspillé et le minage impitoyable, les dettes nationales accrues avec imprudence avant de finir par être répudiées, ainsi que la révision continuelle du droit positif, sont autant de preuves de ce qu’une époque sans vénération se fait à elle-même et à ses successeurs. »

Pour le philosophe Fabrice Flipo, la position de l'auteur n'est pas totalement claire car il peut regretter que les capitalistes exploitent les ouvriers, mais aussi considérer que cette domination est dans l'ordre des choses. De la même façon que les traditions auxquelles les conservateurs se réfèrent se révèlent, à l'examen, « inventées », l'important pour ce courant n'est pas que les choses soient vraies mais qu'elles soient crues, parce que c'est sur elles que repose l'ordre social. En matière environnementale également, le conservatisme ne sera « écologiste » que si cela renforce un ordre collectif contre les facteurs de chaos qui le menacent, qu'il s'agisse des ennemis de l'intérieur ou de ceux de l'extérieur. Cela expliquerait selon Flipo que l'écologisme comme courant politique soit plutôt de gauche : mis à part quelques paysages la puissance économique qui provoque également la destruction écologique est trop précieuse pour les conservateurs pour la laisser être compromise par le respect du vivant[source insuffisante].

## Autres utilisations du mot
Le terme de « conservatisme » a souvent une connotation péjorative ou polémique. De nombreux mouvements ont déjà été taxés de « conservatisme », parfois en refusant cette qualification : les démocrates chrétiens, les libéraux…
De manière réciproque, une partie de la droite (notamment sa frange libérale) a tenté de s'approprier le thème de la modernité et de retourner contre la gauche l'accusation de conservatisme : le terme a pu être utilisé contre les syndicats, les altermondialistes, les socialistes, etc.
Certains analystes reprennent ce terme pour qualifier la gauche. Ainsi, Marcel Gauchet note en 2008 que toute la gauche européenne est dans l'incapacité de se renouveler intellectuellement. Ce conservatisme est jugé particulièrement alarmant pour le Parti socialiste français, piégé par son « héritage mitterrandien » dont les leaders « donnent l'impression de ne pas mesurer le décalage qui se creuse entre leurs discours et la réalité ».

## Partis politiques
Il existe dans le monde un certain nombre de partis s'appelant « Parti conservateur  ». On peut citer en Grande-Bretagne le parti Tory, le Parti conservateur du Canada au Canada.
De même, aux États-Unis, le débat politique oppose les progressistes dont une partie se retrouve au sein du Parti démocrate, aux conservateurs le plus souvent membres du Parti républicain.

### France
Dans les années 2020, le courant conservateur en France est principalement représenté par Les Républicains (droite gaulliste), le Rassemblement national (extrême droite) et Reconquête (extrême droite).

### Royaume-Uni
Le Parti conservateur, fondé en 1834, est l'héritier des Tories des XVIIIe et XIXe siècles. Il est depuis sa création l'un des deux principaux partis du Royaume-Uni, d'abord avec le Parti libéral puis, à partir des années 1920, avec le Parti travailliste. Des Premiers ministres conservateurs ont été à la tête du gouvernement britannique pendant 57 années au cours du XXe siècle, dont les plus notables sont Winston Churchill (de 1940 à 1945 puis de 1951 à 1955) et Margaret Thatcher (1979 à 1990).
Il est l'héritier des Tories qui étaient l'un des deux groupes parlementaires à partir du XVIIe siècle. Réputés proches de la dynastie Stuart, ils étaient favorables à un pouvoir royal fort et défendaient les intérêts de l'aristocratie foncière. Au XIXe siècle, l'extension progressive du suffrage amena les Whigs comme les Tories à s'organiser en partis politiques. Le groupe parlementaire tory rassembla ses associations locales, créant le Parti conservateur. Il se montrait plutôt protectionniste, s'opposant au libre-échangisme du Parti libéral (issu des Whigs). À la fin du XIXe siècle, Benjamin Disraeli a créé un parti fièrement impérialiste mais enfin se fit le chantre d'un « torisme populaire » préoccupé par la question sociale.
Au XXe siècle, le Parti conservateur devint clairement libre-échangiste, élargissant sa base électorale au-delà de l'aristocratie foncière, en direction de la bourgeoisie, des petits propriétaires et des milieux d'affaires. Il forma une nouvelle coalition d'Union nationale, avec les travaillistes, entre 1931 et 1945. Il bénéficia alors du prestige de Winston Churchill, héros de la nation face à la menace nazie. En 1975, Margaret Thatcher prit les rênes du Parti conservateur et lui fit prendre un virage à droite. Libérale économiquement, conservatrice sur les questions de société, atlantiste et partisane d'une Europe des nations, elle conquit Downing Street en mai 1979. Dans les années 2010, David Cameron, tente d'en rajeunir l'image et de « recentrer » sa ligne politique. Ce dernier permit à son parti de gagner une trentaine de sièges en 2005 et cinq ans plus tard, le 11 mai 2010, il est nommé Premier ministre après sa victoire relative aux élections législatives.

### États-Unis

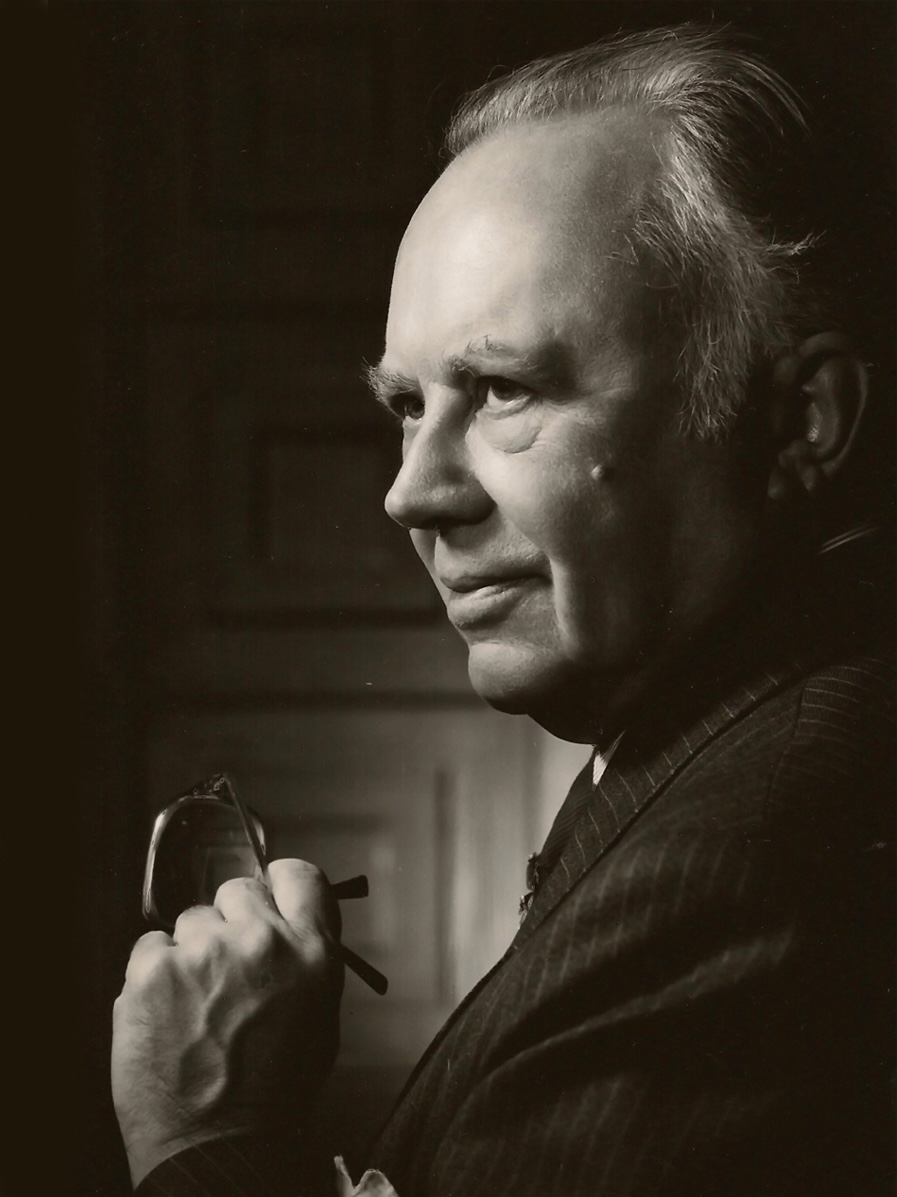
Les théories politiques de Russell Kirk sont parmi celles qui influencent le plus le conservatisme américain.

L'ouvrage The Conservative Mind de Russell Kirk en 1953 a exercé une influence décisive dans la formation des différentes composantes du conservatisme américain d'après-guerre. Bien que Trilling, Hartz et Bell qualifient les « nouveaux conservateurs » dont Russell Kirk, Francis Wilson et Peter Viereck, de conservateurs perdus dans une quête étrange et futile. Toutefois, le conservatisme américain est l'héritier du mouvement historique issu du Moyen Âge à la Révolution française, de Edmund Burke à Alexis de Tocqueville, en passant par Thomas Carlyle, Samuel Taylor Coleridge, Friedrich von Gentz, Schumpeter, donc de source anglaise et du conservatisme européen. Également influencé par la « révolution conservatrice » des années 1970 et 80. Le premier des conservateurs américains plus ou moins admis est John C. Calhoun, un fédéraliste, et nationaliste jeffersonien. Le deuxième président des États-Unis John Adams est également une référence.

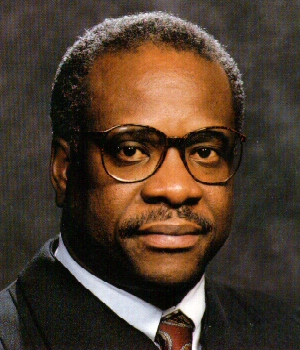
Clarence Thomas est l'un des juges les plus conservateurs de la Cour suprême des États-Unis.

Aux États-Unis, le mot « liberal » est presque équivalent « d'homme de gauche » dans l'opinion publique lorsqu'il est employé par opposition aux « conservateurs » défavorables au « big Government » et au laxisme ou permissif de la gauche démocrate américaine. Le conservatisme américain s'oppose alors au libéralisme progressiste et au relativisme.
Les théoriciens du conservatisme américains sont nombreux et divers. Pour n'en citer que quelques-uns parmi ceux reconnus comme « grands penseurs conservateurs », on évoque des penseurs tel que Russell Kirk, Leo Strauss ou des hommes politiques américains comme Daniel Patrick Moynihan. La diversité de leurs écrits ne peut se comprendre qu'en fonction du contexte historique avec lequel ils étaient en interaction.
Il faut également bien distinguer le néo-conservatisme (Irving Kristol) qui est un courant des libéraux (au sens anglo-saxon) qui sont passés à droite avec les conservateurs américains, même si l'évolution du néo-conservatisme tend à se reprocher avec celle du conservatisme américain.
Certains revendiquent une part de conservatisme, c'est notamment le cas d'Hannah Arendt qui explique dans son essai La crise de l'éducation que c'est « pour préserver ce qui est neuf et révolutionnaire dans chaque enfant que l'éducation doit être conservatrice ». Le conservatisme dans l'éducation est alors la condition des révolutions futures.
Le conservatisme américain est aujourd'hui dominé par Allan Bloom ou des juristes comme Clarence Thomas.

### Japon
Au Japon, le conservatisme est représenté avant tout par le Parti libéral-démocrate, qui domine la vie politique depuis 1955. L'un de ses principaux penseurs est Yasuoka Masahiro (1898-1983).

### Brésil
Le conservatisme au Brésil désigne le mouvement issu de certaines traditions culturelles du Brésil, ainsi que de la relation avec les racines culturelles luso-ibériques et diverses influences. Le mouvement a reçu des influences de l'héritage romain et une partie de la philosophie grecque dans sa fondation dans le christianisme.
Les points de vue et les caractéristiques historiques conservateurs plus traditionnels incluent la croyance dans le fédéralisme politique, le catholicisme et le monarchisme,,.